# Cyclopia meyeriana
Cyclopia meyeriana är en ärtväxtart som beskrevs av Wilhelm Gerhard Walpers. Cyclopia meyeriana ingår i släktet Cyclopia, och familjen ärtväxter. Inga underarter finns listade i Catalogue of Life.

## Bildgalleri

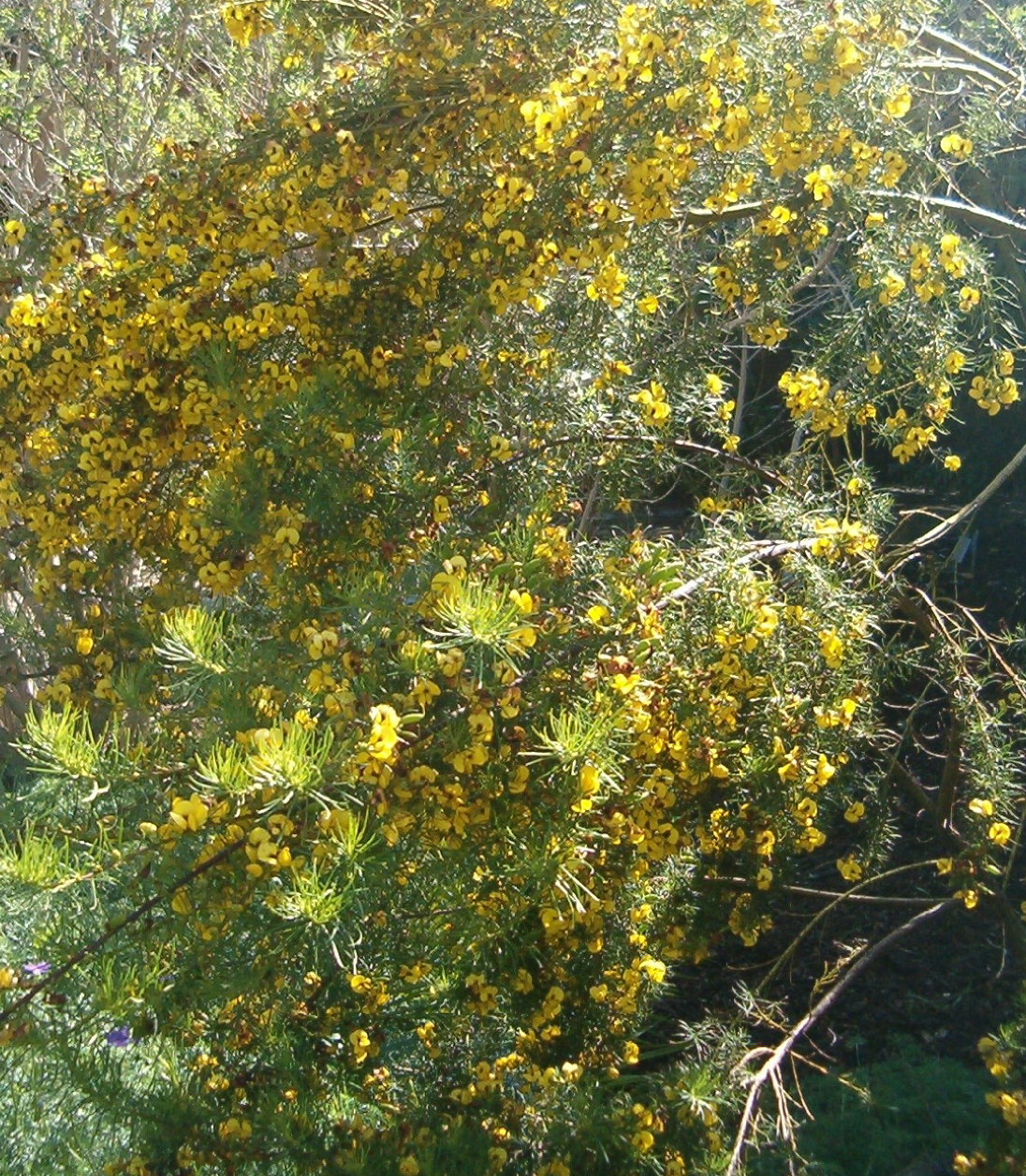
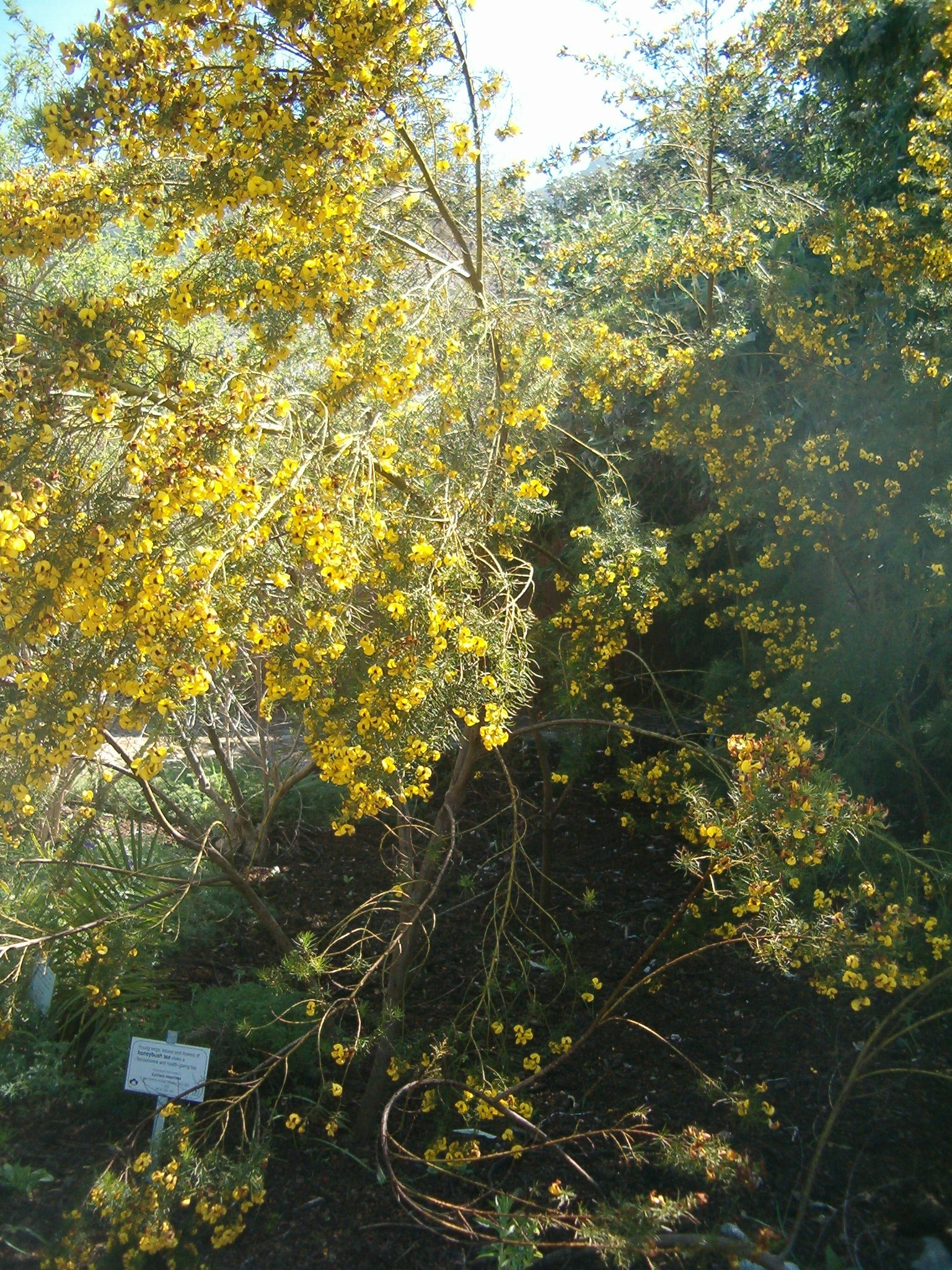
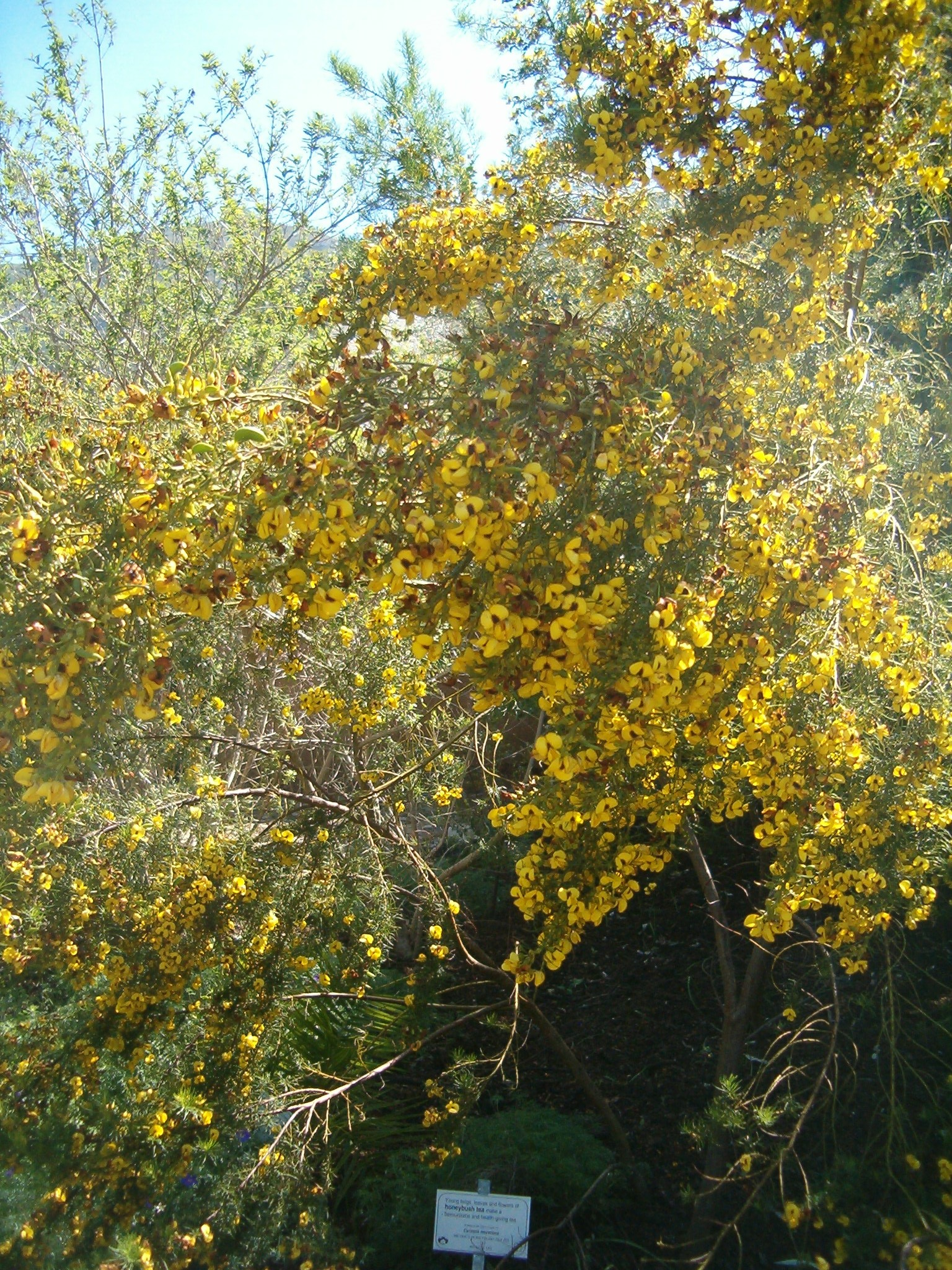